# Байсен (Канзас)
Байсен (англ. Bison) — місто (англ. city) в США, в окрузі Раш штату Канзас. Населення — 179 осіб (2020).

## Географія
Байсен розташований за координатами 38°31′11″ пн. ш. 99°11′52″ зх. д. / 38.51972° пн. ш. 99.19778° зх. д. (38.519771, -99.197834).  За даними Бюро перепису населення США в 2010 році місто мало площу 0,67 км², уся площа — суходіл.

## Демографія
Згідно з переписом 2010 року, у місті мешкало 255 осіб у 104 домогосподарствах у складі 72 родин. Густота населення становила 382 особи/км².  Було 118 помешкань (177/км²).
Расовий склад населення:
| - 97,6 % — білих - 0,8 % — корінних американців |

До двох чи більше рас належало 1,2 %. Частка іспаномовних становила 0,4 % від усіх жителів.
За віковим діапазоном населення розподілялося таким чином: 23,5 % — особи молодші 18 років, 65,1 % — особи у віці 18—64 років, 11,4 % — особи у віці 65 років та старші. Медіана віку мешканця становила 40,9 року. На 100 осіб жіночої статі у місті припадало 93,2 чоловіків;  на 100 жінок у віці від 18 років та старших — 89,3 чоловіків також старших 18 років.
Середній дохід на одне домашнє господарство  становив 52 389 доларів США (медіана — 45 278), а середній дохід на одну сім'ю — 60 787 доларів (медіана — 50 313). За межею бідності перебувало 1,5 % осіб, у тому числі 0,0 % дітей у віці до 18 років та 0,0 % осіб у віці 65 років та старших.
Цивільне працевлаштоване населення становило 92 особи. Основні галузі зайнятості: освіта, охорона здоров'я та соціальна допомога — 28,3 %, виробництво — 13,0 %, сільське господарство, лісництво, риболовля — 12,0 %.